# Gilberto de Meaux
San Gilberto de Meaux (f. 13 de febrero de 1015), fue un santo y el 43.er obispo de Meaux. 

## Biografía
Originario de Vermandois, San Gilberto es conocido por sus actas episcopales que se recogieron en un capítulo para la abadía de Saint-Denis. Dio grandes donaciones a diferentes monasterios de la Ile de France.
Gilberto fue designado obispo en 995 en sustitución de Ercanrando que lo había designado archidiácono de su iglesia. La nueva dignidad y las responsabilidades de la diócesis no alteraron su bondad natural y su espíritu conciliador. Su sello aparece en una carta enviada al rey Roberto desde la abadía de Saint-Denis (998 y 1008), en el le que invitaba a compartir las propiedades del rey por la diócesis. 
Murió el 13 de febrero de 1015. Se le atribuyen muchos milagros que se producen al lado de su tumba (situada en el altar de la Catedral de Meaux). Sus reliquias fueron saqueadas por los hugonotes en 1562.